# Dietnis Olimbiaki Akadimia
Dietnis Olimbiaki Akadimia (gr. Διεθνής Ολυμπιακή Ακαδημία) – ośrodek kształcenia olimpijskiego i oddzielna miejscowość w Grecji, w zachodniej części Peloponezu, w administracji zdecentralizowanej Peloponez, Grecja Zachodnia i Wyspy Jońskie, w regionie Grecja Zachodnia, w jednostce regionalnej Elida, w gminie Olimpia. W 2011 roku liczyła 2 mieszkańców.